# Société centrale d'agriculture de l'Aveyron
La Société centrale d'agriculture de l'Aveyron est une ancienne société savante fondée en 1798.

## Histoire
La Société centrale d'agriculture de l'Aveyron est fondée en 1798. Elle compte parmi ses membres Amans Rodat, Charles Girou de Buzareingues et Jean-Joseph Tarayre. Edmond Lunet de la Malène et Roland Boscary-Monsservin en ont été les présidents
Elle a pour objectif de « contribuer à l'amélioration du système agraire en Aveyron » et est dissoute ultérieurement.
Elle publie un bulletin de 1838 à 1944.